# Верски празници у Српском народу у 16. веку
Верски празници у Српском народу у 16. веку  или Црвено слово у календару били су поједини дани у току јeдне календарске године, које је црква посветила значајним догађајима из Спаситељевог живота, и великим светитељима. Ти дани који су уписани црвеним словом у православном календару,  били су једно од обележја верске и етничке посебности Срба. Према календарима из 16. века у периоду од 1520–1536. године славио се 31 празник, 1547. године 54 празника а према Зборнику за путнике  или  Зборнику за путнике (Часловац) из 1566. године, у коме је објављен и један од српских верски календар обележена су чак 73 непокретна и пет покретних заповедних празника.

## Опште информације о верским празницима
Верски празници, су посебни дани у години када у тај дан православни хришћани празнују, односно, не раде. Дакле, сваки дан који је у календару уписан као црвено слово, по црквеном правилу је нерадан дан. Тога дана хришћани одлазе у цркву на света богослужења, воде се озбиљни и побожни разговори у вези са празником, и не обављају се уобичајени послови у њиви, радионици или на неком другом радном месту. У кући се обављају само нужни послови – припремање хране и сл.

Према мишљењу Манојла Грбића прослављање великог броја верских празника у Српском народу проширило се из манастира, 
...у којима су се чувале мошти светитеља и где се светковао сваки важнији црквени празник. То је брзо прихваћено у народу због побожности, али и због тога што се тих дана нису радили физички послови.
 Овај процес је почео у раном средњем веку и верује се да није познавао границе царстава у којима су тада живели Срби.
До данас није разређено колико је реално овај процес утицао на побожност једног сељака који је у сезони најобимнијих послова морао да прекине, на пример, сетву ради празновања неког новог црвеног слова, а колико свештеници казнама које су изрицали због непоштовања одређеног празника.
Обележавање празника
У неким књигама празници различитих категорија су, према  рукописној традицији, били обележени посебним знацима. Осим од давних времена коришћеног крста празницу су обележавани црвеном штампарском бојом, али и знаковима за две групе средњих празника (крст у полукругу и само крст), као и за једну од три групе малих празника (три тачке у полукругу). Називи средњих и малих празника писани су обично црним мастилом.   У другим књигама, какав је на пример Празнични минеј који је штампао Божидар Вуковић у Венецији 1538. године, црвеном бојом означени су такође претпразници и потпразници великих празника.
Црквени календар празника, развио се од прихватања хришћанства у 4. веку до 8. века, а
од 11. века уведена је подела на три основне групе празника. На основу садржаја и начина црквене службе празници су разврстани на велике, средње и мале, а они на подгрупе. Према класификацији Никона Црногорца из 11. века, велики празници били су 12 Христових и Богородичиних празника:
- Рођење Пресвете Богородице (8. септембар),
- Уздизање Часног крста (14. септембар),
- Ваведење пресвете Богородице (21. новембар),
- Рођење Христово (25. децембар),
- Богојављање (6. јануар),
- Сретење Господње (2. фебруар),
- Благовести (25. март),
- Преображење Господње (6. август),
- Успење Пресвете Богородице (15. август).

Док су као покретни празници уведени:
- Улазак Исуса Христа у Јерусалим – Цвети,
- Вазнесење Господње – Спасовдан,
- Силазак Светог духа на апостоле, односно Педесетница или Духови.

У групу великих празника сврстани су:
- Обрезање Господње (1. јануар),
- два празника посвећена Јовану Претечи (Рођење – 24. јун и Усековање – 29. август)
- празник апостола Петра и Павла (29. јун).

Посебан значај међу великим празницима има Пасха – Ускрс, као највећи хришћански празник. 
Велики празници обележавани су у синаксарима и богослужбеним књигама посебним знаком црвене боје – крстом у кругу. И сам назив празника писан је црвеним мастилом, због чега им је до данас остало опште име „црвено слово”. 
Посебну групу празника ћинили су заповедни празници који су прослављани нерадно током целог дана.

## Календари из 16. века
Везано за ове празнике кроз векове настао је велики број календара у којима су они приказани. На основу једног од њих који је објављен у другој половини 16. века у  Зборнику за путнике (Молитвослов), у Србији приказано је 73 празника.

У другим књигама, какав је на пример Празнични минеј који је штампао Божидар Вуковић у Венецији 1538. године, црвеним мастилом обележени су такође претпразници и потпразници великих празника.
Можемо претпоставити да је једном слабо образованом парохијалном свештенику или монаху из 16. века црвени знак поред назива празника или црвеним словима обележен претпразник био довољан разлог да помисли да је реч о великом заповедном празнику. Од идеје свештеника до њене реализацији  односно до успостављања заповедног празника, био је мали корак до броја непокретних заповедних празника према Зборницима за путнике из 16. века.
Временом почели су да настају и Заветни празници, који су мимо дана које је црква одредила за празновање. Њих су одређивали појединци, читаве породице, па и поједина села или крајевии тог дана празновали ништа не радећи. Тако су из одређених разлога верници почели да празнују и те дане и тако су се они временом претворили у завет који има снагу црквене заповести.

## Верски празници према Зборнику за путнике из 1566. године
Зборник за путнике из 1566. године који је у Венецији објавио Јаков од Камене Реке  имао је 73 празника различито распоређена по месецима, која су приказана на доњој табели.
| Месец у години | 1520–1536. | 1547. | 1566. |
| -------------- | ---------- | ----- | ----- |
| Јануар         | 5          | 10    | 11    |
| Фебруар        | 1          | 4     | 6     |
| Март           | 1          | 2     | 3     |
| Април          | 1          | 3     | 1     |
| Мај            | -          | 3     | 5     |
| Јун            | 1          | 3     | 4     |
| Јул            | 1          | 3     | 6     |
| Август         | 3          | 5     | 4     |
| Септембар      | 3          | 4     | 6     |
| Октобар        | 4          | 4     | 5     |
| Новембар       | 7          | 7     | 13    |
| Децембар       | 4          | 6     | 9     |
| Укупно         | 31         | 54    | 73    |

Календар верских празника у 16. веку према Зборнику за путнике, имао је много грешака. Изостављени су неки заповедни празници који се наводе у ранијим издањима (нпр они посвећени апостолима Томи (6. октобар), Матеју (16. новембар), Марку (25. април) или преподобном Антонију Великом (18. јануар). 
То би значило да је црвених слова било више. Упркос грешкама, неспорно је да је у периоду од само тридесет година, односно од другог издања Зборника Божидара Вуковића до Зборника Јакова од Камене Реке, број заповедних празника више него удвостручен.
Из Зборника за путнике сазнајемо да су се око средине 16. века почели да славе као велики и неки празници из категорије средњих и мањих. Тако су, на пример, 1566. године као црвено слово обележени празници:
- Свети Јоаким и Ана (9. септембар)
- Часне вериге Светог апостола Петра (16. јануар),
- већи број празника посвећених хришћанским мученицима.

Према мишљењу др Исидоре Точанац Радовић из Историјског института у  Београду
....на то су свакако утицале рукописне и штампане богослужбене књиге које су у неким случајевима погрешно тумачене. Оне су биле намењене свештеницима да би знали како да правилно обављају богослужење у храму и у њима су наведене молитве за сваки дан и празник у години. У неким књигама празници различитих категорија су, према старијој рукописној традицији, били обележени посебним знацима. Осим раније поменутог знака крста у кругу за велике празнике, црвеним мастилом обележавани су и знакови за две групе средњих празника (крст у полукругу и само крст), као и за једну од три групе малих празника (три тачке у полукругу). Називи средњих и малих празника писани су обично црним мастилом.